# James Fenimore Cooper

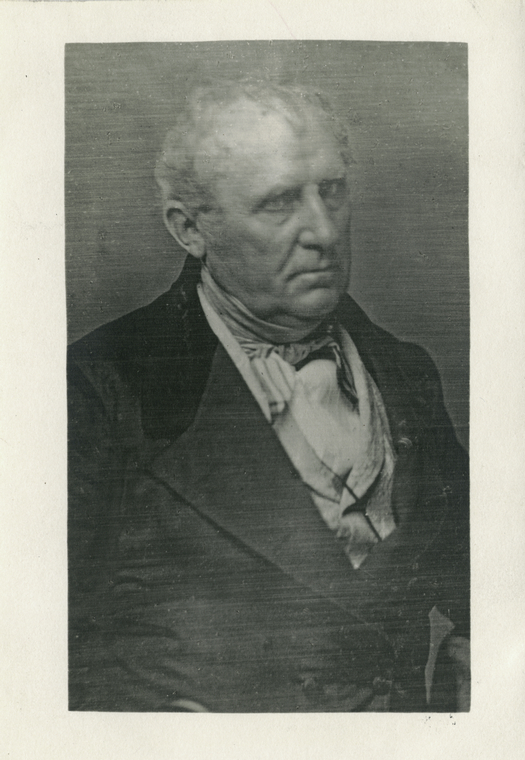
James Fenimore Cooper etwa 1850

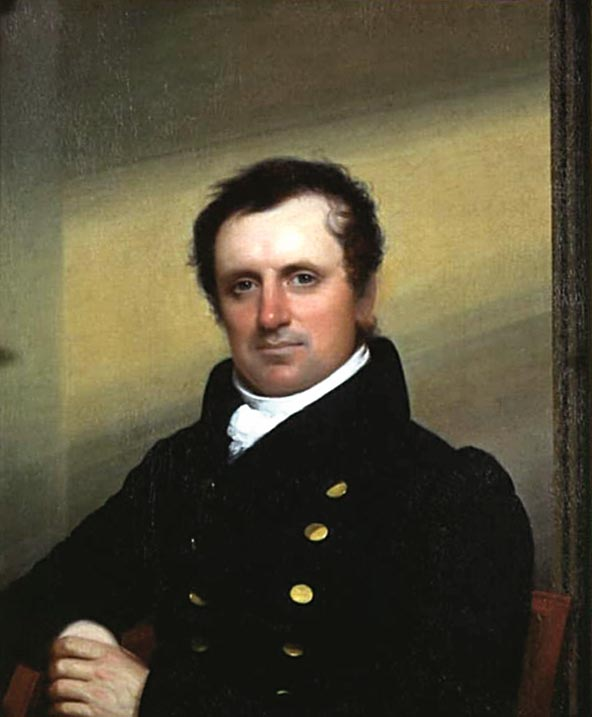
James Fenimore Cooper.
Gemälde von John Wesley Jarvis, 1822.

James Fenimore Cooper (* 15. September 1789 in Burlington, New Jersey als James Cooper; † 14. September 1851 in Cooperstown, New York) war ein amerikanischer Schriftsteller der Romantik.
Cooper ist in vielerlei Hinsicht eine Schlüsselfigur der amerikanischen Literatur. Neben Washington Irving war er der erste amerikanische Schriftsteller, der von seinen Büchern leben konnte. Er blieb bis weit in das 20. Jahrhundert hinein auch in Europa der wohl meistgelesene. Nach dem Vorbild Sir Walter Scotts schrieb er die ersten historischen Romane und die ersten Seefahrtsromane der amerikanischen Literatur. Sein umfangreiches Werk umfasst weiter zahlreiche historiografische Werke, Essays und Satiren über Amerika wie Europa. Besonders bekannt sind bis heute seine fünf „Lederstrumpf“-Romane, die die Erschließung des amerikanischen Westens durch weiße Scouts, Trapper und Siedler, aber auch die allmähliche Zurückdrängung und Vernichtung der indianischen Kultur thematisieren.

## Leben

### Jugend

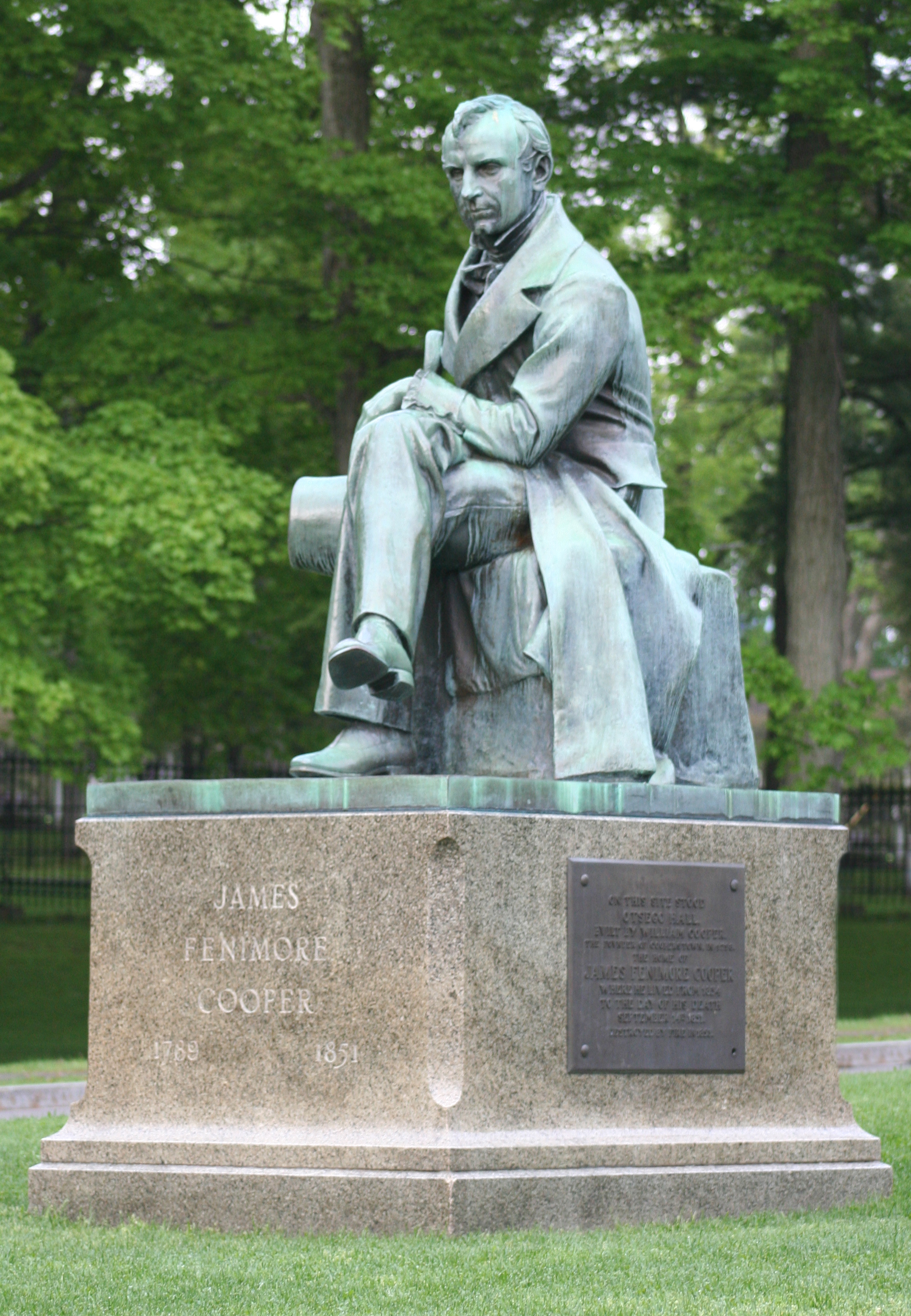
Statue James F. Coopers in Cooperstown

Cooper wurde am 15. September 1789 als zwölftes von 13 Kindern einer wohlhabenden Quäkerfamilie geboren; nur vier seiner Brüder und zwei seiner Schwestern erreichten das Erwachsenenalter. Sein Vater William Cooper, zur Zeit von James’ Geburt noch Ladenbesitzer in Burlington, New Jersey, hatte das Familienvermögen durch erfolgreiche Landspekulationen erheblich mehren können: 1786 erwarb er unter rechtlich dubiosen Umständen ein Landpatent über mehr als 12.000 Hektar am Ufer des Otsego Lake im Bundesstaat New York, der sich zu dieser Zeit noch an der Frontier befand, also im Grenzland zwischen den bereits von Weißen besiedelten Ländereien im Osten und den noch unerschlossenen Gebieten im Westen. In den nächsten Jahren veräußerte er Teile seines Grundbesitzes parzellenweise an Neusiedler und trieb die Gründung einer Pioniersiedlung am Seeufer voran. 1790 ließ er sich mit seiner Familie selbst in der ihm zu Ehren Cooperstown benannten Siedlung nieder. Mit der Zeit wurde er zu einem der wohlhabendsten und auch politisch einflussreichsten Männer New Yorks. 1795–1797 und 1799–1801 hatte er ein Mandat im Repräsentantenhaus der Vereinigten Staaten inne und wirkte als Mitglied der Föderalistischen Partei unter anderem und durchaus eigennützig für die Ratifizierung des Jay-Vertrags.
James Cooper – erst 1826 fügte er seinem Namen den Geburtsnamen seiner Mutter Elizabeth Fenimore zu – verbrachte so seine ersten Lebensjahre in einer Landschaft, die zwar nicht mehr so unberührt war, wie er sie später in seinen Romanen darstellen sollte, aber noch recht ursprünglich. Als Junge verbrachte er viel Zeit in den Wäldern und segelte oder ruderte oft auf dem See. Der Familiensitz der Coopers, genannt Otsego Hall, war das stattlichste Gebäude der Siedlung und für die Verhältnisse an der Frontier eine mindestens komfortable, wenn nicht luxuriöse Wohnstatt.
Er besuchte zunächst die örtliche Dorfschule, bis seine Eltern ihn 1801 zur weiteren Bildung als Hausschüler beim episkopalischen Geistlichen Thomas Ellison in Albany, der Hauptstadt des Bundesstaats, in Obhut gaben. Dort lernte er gemeinsam mit Sprösslingen anderer New Yorker Patrizierfamilien, wie den van Rensselaers, vor allem Latein. Als Ellison ein Jahr später starb, immatrikulierte sich Cooper im Alter von nur dreizehn Jahren am Yale College in New Haven, das zur damaligen Zeit eher den Charakter einer Oberschule hatte. Dort war er allerdings von seinen Studien recht gelangweilt und wurde nach nicht einmal einem Jahr wegen groben Unfugs der Schule verwiesen. Häufig kolportiert wird die Geschichte, er habe einem Esel beigebracht, auf einem Professorenstuhl Platz zu nehmen, auch soll er die verschlossene Tür zum Zimmer eines Kommilitonen mit Schießpulver aufgesprengt haben.

### Leben zur See
William Cooper beschloss, dass sein Sohn eine Karriere in der Marine einzuschlagen habe, und ließ ihn zur Vorbereitung auf einem Schiff der amerikanischen Handelsmarine anheuern. Im Oktober brach James Cooper als gemeiner Matrose an Bord des Seglers Stirling zu seiner ersten, einjährigen Seefahrt auf. Auf dieser Reise lernte er England und Spanien kennen; vor der Küste Portugals wurde sein Schiff tagelang von nordafrikanischen Piraten (Barbaresken) verfolgt.
Nach seiner Rückkehr nach Amerika trat er am 1. Januar 1808 im Alter von 18 Jahren als midshipman (Fähnrich zur See) in den Marinedienst ein; seine Ernennungsurkunde wurde von Präsident Thomas Jefferson persönlich unterzeichnet. Cooper wurde zunächst auf Segelschiffen der amerikanischen Marine im Atlantik eingesetzt. Von August 1808 bis Oktober 1809 war er im Fort Oswego am Ufer des Lake Ontario stationiert, das im Franzosen- und Indianerkrieg eine wichtige Rolle gespielt hatte. Angesichts eines drohenden Krieges mit Großbritannien, unter dessen Kontrolle das kanadische Nordufer des Sees stand, strebten die Vereinigten Staaten den Bau einer Flotte auf diesem Binnensee an und begannen 1808 in Oswego mit dem Bau der Brigg USS Oneida. Cooper erwarb schnell das Vertrauen des Garnisonskommandanten Lt. Melanchthon Taylor Woolsey und wurde schließlich selbst mit der Führung des Forts und den Werftarbeiten betraut, als Woolsey zum Lake Champlain abberufen wurde. Im November 1809 wurde Cooper dann in den Hafen von New York versetzt, wo er als Rekrutierer eingesetzt wurde.
Im Dezember 1809 starb sein Vater – einer verbreiteten, aber unwahrscheinlichen Version zufolge durch das Attentat eines politischen Gegners – und hinterließ jedem seiner Söhne 50.000 $ sowie ein Fünftel seines auf einen Wert von 700.000 $ geschätzten Grundbesitzes. War er so schon finanziell mehr als abgesichert, so war dies umso mehr der Fall, als er am Neujahrstag 1811 Susan Augusta De Lancey heiratete, die einer der einflussreichsten New Yorker Grundbesitzer-Familien entstammte. Ihr Großvater James DeLancey war 1753–1755 königlicher Gouverneur der Kolonie, und seine Söhne nahmen in der Amerikanischen Revolution und dem Unabhängigkeitskrieg prominente Rollen in den Reihen der Loyalisten ein. Coopers Vorfahren hatten hingegen auf Seiten der Revolutionäre gekämpft, und die fortwirkenden Spannungen der Revolutionszeit, die Nachbarn, Freunde und Familienmitglieder gegeneinander aufbrachten, verarbeitete er später in historischen Romanen wie Der Spion.

### Anfänge als Schriftsteller
Auf den ausdrücklichen Wunsch seiner Frau hin beendete Cooper seine nautische Karriere und versuchte sich in den nächsten Jahren mit wechselndem Glück zunächst als Farmer. Zwischen 1815 und 1819 bekam das Paar vier Töchter, von denen eine noch im Säuglingsalter starb. In den verschiedenen Orten, in denen er sich mit seiner Familie niederließ – zunächst in New Rochelle, dann wieder in Cooperstown, 1817 im von den DeLanceys dominierten Westchester County – engagierte er sich in lokalen Einrichtungen wie der Kirchengemeinde und der Bürgermiliz und gab sich entsprechend seinem Selbstverständnis als Gentleman Steckenpferden wie der Landschaftsgärtnerei und der Pflege seiner Bibliothek hin.
Dieses recht idyllische Dasein wurde bald durch den absehbaren Zusammenbruch des Familienvermögens überschattet. Das Land der Coopers hatte in der Depression der 1810er Jahre erheblich an Wert verloren. James Coopers Brüder hatten ihr Erbe in Landspekulationen aufs Spiel gesetzt, und als 1818–1819 die letzten drei seiner Brüder und seine Mutter in kurzer Abfolge starben, hinterließen sie James Cooper vor allem Hypotheken; der Familiensitz Otsego Hall musste veräußert werden. Um sich über Wasser zu halten, stürzte sich Cooper in eine Reihe hochriskanter Unternehmungen; so erwarb er einen Walfänger und überwachte persönlich die Ausstattung vor dessen Ozeanfahrt, doch auch diese Geschäftsidee erwies sich nicht als profitabel.
Aus der Geldnot mag auch Coopers Idee entstanden sein, einen Roman zu verfassen. Seiner Tochter Susan Cooper zufolge, die nach seinem Tod zahlreiche Einführungen zu seinen Romanen verfasste, war Coopers Erstling das Ergebnis einer Wette. Er blätterte in einer wohl aus England importierten Schmonzette, die seiner Frau Susan gut gefallen hatte, und soll ausgerufen haben: „Selbst ich könnte ein besseres Buch schreiben als dieses!“ Das Ergebnis, Precaution, 1820 erschienen, ist eine ausgesprochen hölzerne Imitation englischer Gesellschaftsromane Jane Austens und kommt in seiner Rührseligkeit, seinem unwahrscheinlichen Plot, aber besonders durch seinen moralisierenden Impetus der Schundform dieses Genres, dem Groschenroman, gefährlich nahe. Der Roman erschien anonym, und in England, wo er bald eine zweite Auflage erlebte, nahm man allgemein an, dass der Autor eine Engländerin sein müsse. Cooper war es also gelungen, sich in einer von einem „verdammten Mob krakeelender Frauen“ (so Hawthorne) beherrschten Domäne, dem Markt der sentimentalen Belletristik, zu behaupten. Noch 1823 veröffentlichte Cooper zwei Kurzgeschichten unter dem Pseudonym „Jane Morgan“, und mindestens Leslie Fiedler fand Coopers Travestie „etwas beunruhigend.“
Vom Achtungserfolg seines Erstlings bestärkt, verfasste Cooper bald seinen ersten historischen Roman. The Spy (deutsch „Der Spion“) wurde beiderseits des Atlantiks zu einem großen Erfolg und in mehrere europäische Sprachen übersetzt. Er gilt heute als der erste bedeutende historische Roman der amerikanischen Literatur, zumal als der erste, dessen Handlung auch auf amerikanischem Boden angesiedelt ist – er bewies gegen alle anderslautenden Behauptungen, dass sich auch amerikanische Sujets zur Dramatisierung in Romanen eigneten. Coopers Verdienst und sein Erfolg bei seinen Zeitgenossen stehen im Zusammenhang mit dem politischen und kulturellen Legitimationsbedürfnis der amerikanischen Nation, das sich gerade im Jahr 1821 besonders dringlich darstellte, nachdem Sydney Smith in der Edinburgh Review in einem häufig zitierten Artikel gefragt hatte: „Wer in aller Welt liest schon ein amerikanisches Buch, oder geht in ein amerikanisches Theaterstück, oder sieht sich ein Bild oder eine Skulptur aus Amerika an?“ Besonders in seiner Heimat, aber auch in Frankreich wurde Cooper bald als „amerikanischer Scott“ gefeiert.
Um näher am Puls des Literaturbetriebs sein zu können, siedelte Cooper 1821 in die Stadt New York über, wo er mit anderen Geistesgrößen wie dem Buchhändler Charles Wiley (dem Stammvater der Verlegerdynastie John Wiley & Sons) und dem Maler und Schriftsteller William Dunlap bald den Kern eines literarischen Salons bildete, genannt The Bread and Cheese. Seine finanzielle Lage blieb allerdings prekär, noch 1823 konnte er die Versteigerung seines Haushalts durch den Gerichtsvollzieher nur mit Mühe abwenden. Sie wirkte sicher auch auf die ungeheure Geschwindigkeit, mit der Cooper bis zu seinem Lebensende Romane schrieb. 1823 erschien The Pioneers (dt. „Die Ansiedler“), der erste seiner fünf Lederstrumpf-Romane, 1824 der ungemein erfolgreiche The Pilot („Der Lotse“), der erste einer langen Reihe von Seefahrtsromanen, 1826 dann Coopers bis heute erfolgreichster Roman The Last of The Mohicans „Der letzte Mohikaner.“
1823 wurde er zum Mitglied der American Philosophical Society gewählt.

### Europareise

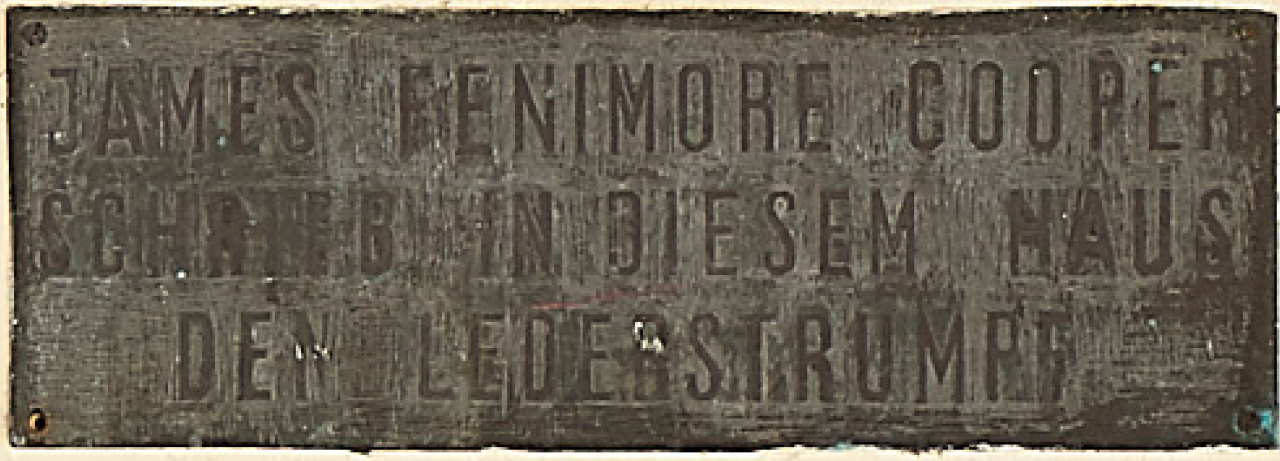
Gedenktafel für J. F. Cooper in Bern

Als Cooper sich hinreichend abgesichert sah, brach er mit seiner Familie samt Gesinde im Juni 1826 nach Europa auf. Die Grand Tour, ursprünglich eine der Erziehung und Erbauung europäischer Adeliger dienende Institution, erfreute sich auch im Bürgertum einer wachsenden Beliebtheit, und Cooper sah es in seinem Selbstverständnis als Gentleman und Mitglied der kulturellen und gesellschaftlichen Elite als einer der ersten Amerikaner als standesgemäß an, die Zentren der europäischen Hochkultur zu besichtigen.
Nach einem kurzen Aufenthalt in London ließ sich die Familie in Paris nieder, von wo aus Cooper viel umherreiste, unter anderem nach England und Holland. Von Juli bis Oktober 1828 lebte die Familie im Berner Lorrainequartier, von wo aus Cooper ausgedehnte Wanderungen ins Oberland und die Alpen unternahm. Über den Simplonpass reisten die Coopers dann über Oberitalien nach Florenz, wo sie bis Juli 1829 im Palazzo Ricasoli Firidolfi residierten. Im Laufe der nächsten Monate ging es über Neapel, Sorrent, Ischia und Rom nach Venedig und im Mai 1830 nach einem Abstecher über Dresden schließlich zurück nach Paris, wo die Coopers sich wiederum bis 1833 dauerhaft niederließen. Eine weitere Reise im Sommer 1832 führte Cooper nach Belgien, von dort über Köln das Rheintal hinauf bis Schaffhausen und von dort über Zürich nach Vevey. An der Fassade des heutigen Steckgut-Schulhauses in Bern stellt ein Relief-Wandbild eine Szene aus dem Lederstrumpf dar, daneben steht auf einer Gedenktafel „JAMES FENIMORE COOPER SCHRIEB IN DIESEM HAUS DEN LEDERSTRUMPF“.
Nach seiner Ankunft in Paris zeigte sich Cooper erstaunt, welch guten Ruf er in den literarischen Zirkeln Frankreichs genoss. Er wurde in den Salons herumgereicht und befreundete sich mit zahlreichen Geistesgrößen. Im November 1826 war es die literarische Sensation des Jahres, als er, der „amerikanische Scott“, gemeinsam mit Sir Walter Scott im Salon der Prinzessin Galitzin auftauchte. Eine besonders enge Freundschaft verband ihn zu seiner Pariser Zeit mit seinem Landsmann Samuel F. B. Morse sowie mit dem Marquis de La Fayette, der im Amerikanischen Unabhängigkeitskrieg auf Seiten der Revolutionäre gekämpft hatte und so eine Symbolfigur der amerikanisch-französischen Freundschaft geworden war. Cooper sah sich in Europa als Botschafter der amerikanischen Republik und war im Europa der Restaurationszeit bald auch in politische Debatten verwickelt. Für La Fayette schrieb er schon 1828 einen Bericht über dessen Amerikareise. Notions of the Americans (1828) sollte das europäische Publikum über Missverständnisse hinsichtlich der republikanischen Verfassung Amerikas aufklären und geriet ihm zu einer überschwänglichen Eloge an seine Heimat, zu der klassischen Formulierung des American Dream. In die Wirren der französischen Politik geriet er mit der Julirevolution. Auch unterstützte Cooper offen den Freiheitskampf der Polen im Novemberaufstand und befreundete sich mit Adam Mickiewicz.
Während seiner Zeit in Europa schrieb Cooper mit unverminderter Geschwindigkeit Roman um Roman. 1827 erschien The Prairie (dt. „Die Prärie“), der dritte und vorläufig letzte der Lederstrumpf-Romane. 1828 dann der Seefahrtsroman The Red Rover, der beidseits des Atlantiks zu einem großen Erfolg wurde. In Sorrent schrieb er 1829 The Water-Witch, einen weiteren Seefahrtsroman, der zwar im Long Island Sound des 17. Jahrhunderts angesiedelt ist, dessen Atmosphäre aber ob seines Entstehungsortes deutlich mediterran wirkt, im selben Jahr den historischen Roman The Wept of Wish-ton-Wish über die neuenglische Kolonialgeschichte. Zudem führte er detaillierte Tagebücher und veröffentlichte 1836–1838 auf deren Grundlage fünf Bände mit Reiseskizzen über die Schweiz, England, Frankreich und Italien.

### Späte Jahre

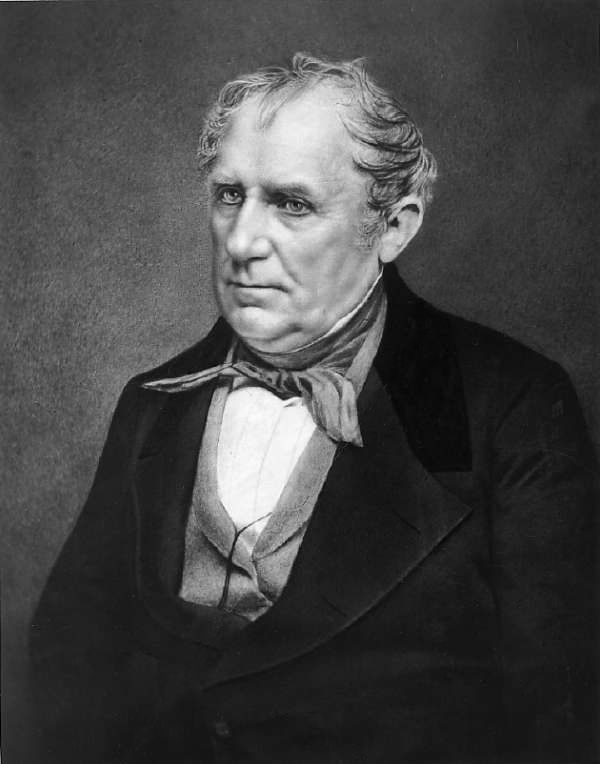
Cooper um 1850.
Fotografie von Mathew Brady.

Von 1826 bis 1833 hielt sich Cooper in Europa auf, trieb gesellschaftliche Studien, verteidigte in sozialkritischen Schriften die amerikanische Demokratie und setzte sich in The Bravo (1831) unter anderem mit der feudalistischen Vergangenheit auseinander. Er war unter anderem Konsul der Vereinigten Staaten in Lyon. In die USA zurückgekehrt, wandelte er sich mehr und mehr vom Amerika-Befürworter zum Amerika-Kritiker. Seine Skepsis gegenüber dem Industriekapitalismus – die bereits in dem ersten seiner Lederstrumpf-Romane angedeutet war – artikulierte er in verschiedenen kritischen Schriften und Satiren, zum Beispiel A Letter to his Countrymen (1834), The American Democrat (1838). Scharfe, teils beleidigende Angriffe gegen alles und jeden, verbunden mit diversen Gerichtsprozessen zehrten an seinem Ruf und an seiner Schaffenskraft. Einige seiner nach 1842 erschienenen Werke (The Redskins 1846) kann man als stark tendenziös in Richtung einer Idealisierung der Latifundisten bezeichnen. Die Meisterschaft seiner früheren Werke erreichte er nicht mehr.

## Kritische Würdigung
Es gilt als Coopers Verdienst, den historischen Roman in der US-amerikanischen Literatur begründet zu haben, nachdem der begabte Charles Brockden Brown ohne Erfolg geblieben war. Hierbei orientierte er sich an dem schottischen Schriftsteller Walter Scott. Durch die geschickte Auswahl von historischen Ereignissen, in denen sich der junge amerikanische Staat in den Augen seiner Bürger Ruhm und Ehre erworben hatte (Unabhängigkeitskrieg, Zweiter Englisch-Amerikanischer Krieg), stärkte er mit seinen Romanen das amerikanische Nationalgefühl und den Patriotismus. Auch dies gilt als wesentlich für den Erfolg, den seine Bücher bei der Leserschaft hatten. Hervorzuheben ist auch Coopers Bemühen, die Indianer-Figuren in den Wildtöter-Romanen realistisch, weder als „edle Wilde“ noch als minderwertig, zu gestalten.
Johann Wolfgang Goethe las 1826 The Pioneers und dann in schneller Folge weitere in Weimar verfügbare Romane Coopers im Original. Er lobte das selbständige Talent des Schriftstellers. Auch Honoré de Balzac und Victor Hugo äußerten sich sehr positiv.

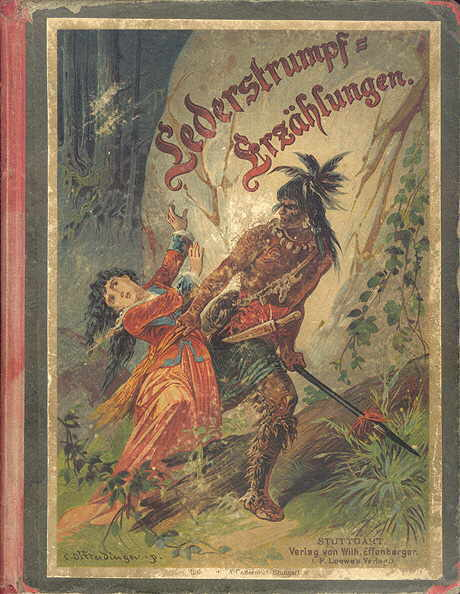
Einbandillustration zu Lederstrumpf. Fünf Erzählungen, nach J. F. Cooper, „für die liebe Jugend frei bearbeitet von Oskar Häcker.“ Um 1885.

Die Romane Coopers gefallen nicht durch ihre Kunst des Wortes, sondern durch die breit angelegte, fesselnde Handlung. Oft verkannt jedoch wird die Philosophie, die in seinen Werken zum Ausdruck kommt (und die etwa von Ludwig Börne gewürdigt wurde): Bereits in „The Pioneers“ stehen der Richter Temple und Lederstrumpf gemeinsam gegen die sittenlose Art, mit der die Siedler mit der Natur umgehen, als seien ihre Schätze unerschöpflich. Gleichzeitig aber befinden sie sich im Konflikt, weil der Richter das positive Recht (die Zivilisation) vertritt, Lederstrumpf dagegen das natürliche. Damit schilderte Cooper sehr plastisch einen Grundkonflikt des frühen Amerika.
Kritiker seines Werkes führen als Schwächen die oft abenteuerlich anmutende Häufung von Zufällen in der Handlung, die wenig überzeugende Darstellung der weiblichen Charaktere und die teilweise grotesk gekünstelt wirkenden Dialoge der Romanhelden an. Auch Mark Twain äußerte negative Kritik an Coopers Werken („The Literary Offenses of James Fenimore Cooper“). Dies alles tat dem Welterfolg seiner Romane aber keinen Abbruch. Schließlich zählen Autoren wie Nathaniel Hawthorne und Herman Melville zu seinen Nachfolgern.
Mit Jonathan Swift und Daniel Defoe teilt er das Schicksal, „lediglich“ als Jugendbuchautor zu gelten.

## Werke
Romane (Erstausgaben)

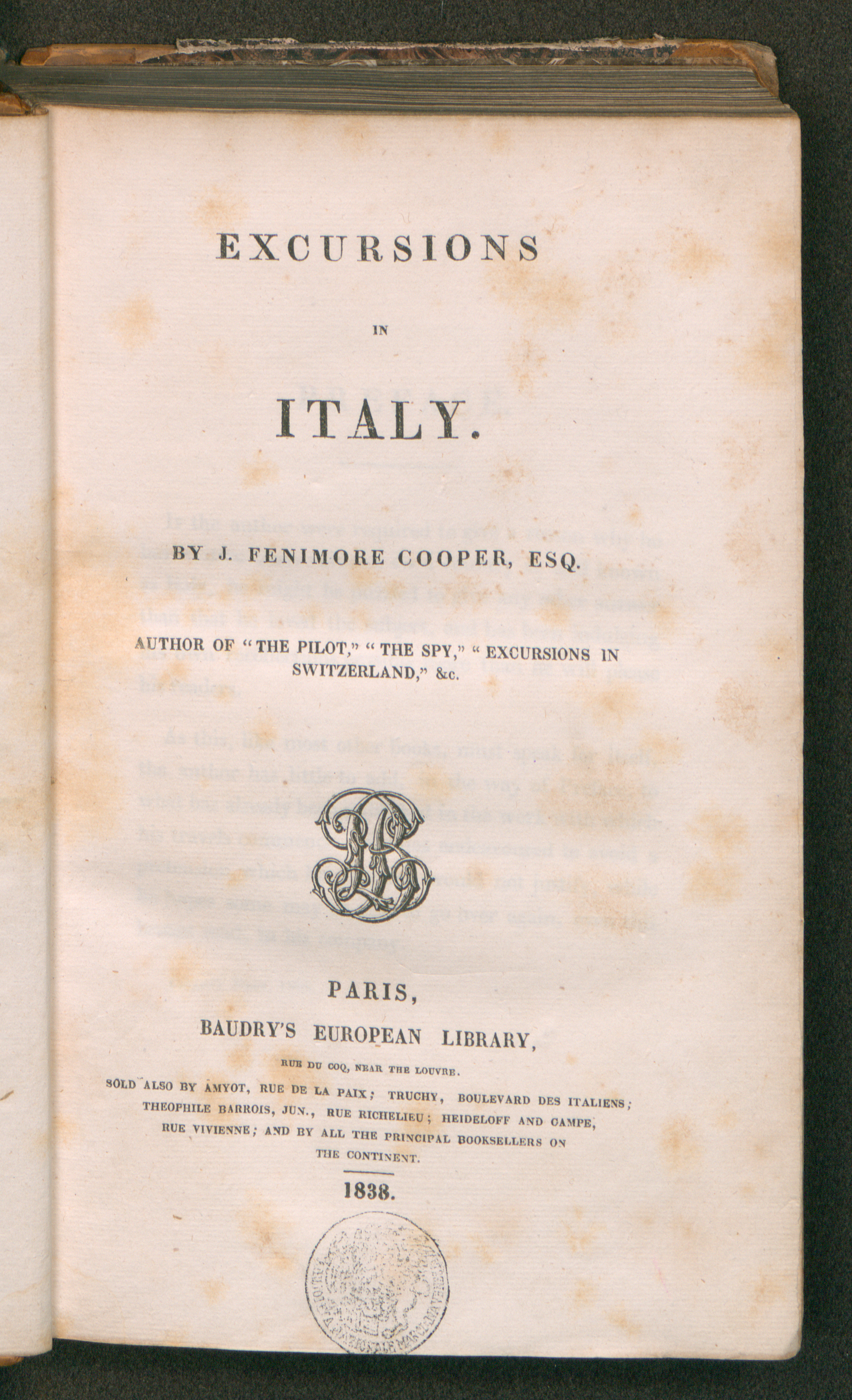
Excursion in Italy, 1838

- Precaution, A Novel. A. T. Goodrich & Co., New York 1820.
- The Spy: a Tale of the Neutral Ground. Wiley and Halstead, New York 1821.
  - (dt.) Der Spion
- The Pioneers; or, The Sources of the Susquehanna: A Descriptive Tale. Charles Wiley, New York 1823.
  - (dt.) Die Ansiedler, 1824.
- The Pilot: A Tale of the Sea. Charles Wiley, New York 1824.
  - (dt.) Der Lotse, ISBN 978-3-945796-68-9
- Lionel Lincoln; or, The Leaguer of Boston. Charles Wiley, New York 1825.
- The Last of the Mohicans. A Narrative of 1757. Carey, Lea and Carey, Philadelphia 1826.
  - (dt.) Der letzte Mohikaner, 1826.
- The Prairie: A Tale. Carey, Lea and Carey, Philadelphia 1827.
  - (dt.) Die Steppe, 1828; Die Prärie, 1845.
- The Red Rover: A Tale. Carey, Lea and Carey, Philadelphia 1827.
  - (dt.) Zahlreiche Übersetzungen und Bearbeitungen für die Jugend, Der Rote Freibeuter oder Der Rote Seeräuber, (Digitalisat)
- The Wept of Wish-ton-Wish: A Tale. Carey, Lea and Carey, Philadelphia 1829.
  - (dt. von Gottfried Friedenberg): Die Beweinte von Wish-Ton-Wish oder die Puritaner in Connecticut, Schmidt & Spring, Stuttgart 1861, (Digitalisat)
  - (dt. von Arno Schmidt): Conanchet oder Die Beweinte von Wish-Ton-Wish, Goverts, Stuttgart 1962.
- The Water-Witch; or, The Skimmer of the Seas: A Tale. Carey and Lea, Philadelphia 1830.
- The Bravo: A Tale. Carey and Lea, Philadelphia 1831.
  - (dt.) Der Bravo. ISBN 3-8370-4320-7.
- The Heidenmauer; or, The Benedictines: A Legend of the Rhine. Carey, Lea and Blanchard, Philadelphia 1832.
  - Die Heidenmauer oder die Benedictiner, (Digitalisat)
- The Headsman; or, The Abbayye des Vignerons: A Tale. Carey, Lea and Blanchard, Philadelphia 1833.
  - (dt.) Der Henker, oder das Winzerfest.
- The Monikins. Carey, Lea and Blanchard, Philadelphia 1835.
  - (dt. von Robert Wohlleben): Die Monikins. Eine Mär, Hg. und Nachwort: Christian Huck, 2 Bände, Achilla Presse Verlagsbuchhandlung, Butjadingen/London/Cooperstown 2009.
  - (dt. von Robert Becker und Wolfgang Breidenstein): Die Monikins. Neu übersetzt und mit einem Nachwort versehen von Robert Becker und Wolfgang Breidenstein, Peter Lang GmbH, Frankfurt am Main 2012.
- Homeward Bound; or, The Chase: A Tale of the Sea. Carey, Lea and Blanchard, Philadelphia 1838.
- Home as Found. Lea and Blanchard, Philadelphia 1838.
- The Pathfinder; or, The Inland Sea. Lea and Blanchard, Philadelphia 1840.
  - (dt.) Der Pfadfinder, 1840.
- Mercedes of Castile; or, The Voyage to Cathay Lea and Blanchard, Philadelphia 1840.
- The Deerslayer; or, The First War-Path: A Tale. Lea and Blanchard, Philadelphia 1841.
  - (dt.) Der Wildtöter. ISBN 3-8370-4339-8.
- The Two Admirals: A Tale. Lea and Blanchard, Philadelphia 1842.
- The Wing-and-Wing: or Le Feu-Follet: A Tale. Lea and Blanchard, Philadelphia 1842.
  - (dt.) Der Kaperkapitän ISBN 3-355-00422-7.
- Wyandotté; or, The Hutted Knoll: A Tale. Lea and Blanchard, Philadelphia 1843.
- Afloat and Ashore; or, The Adventures of Miles Wallingford. Philadelphia: 1844. [Selbstverlag]
- Afloat and Ashore, 2. Teil, Burgess, Stringer, New York 1844.
- Satanstoe; or, The Littlepage Manuscripts: A Tale of the Colony. Burgess, Stringer, New York 1845.
  - (dt. von Arno Schmidt): Satanstoe. Bilder aus der amerikanischen Vergangenheit. Band I, S. Fischer Verlag, Frankfurt am Main 1976.
- The Chainbearer; or, The Littlepage Manuscripts. Burgess, Stringer, New York 1845.
  - (dt. von Arno Schmidt): Tausendmorgen. Bilder aus der amerikanischen Vergangenheit. Band II, S. Fischer Verlag, Frankfurt am Main 1977.
- The Redskins; or, Indian and Injin: Being the Conclusion of the Littlepage Manuscripts. Burgess, Stringer, New York 1846.
  - Carl Kolb, Ravensnest, oder, Die Rothhäute: eine Erzählung, 1854, (Digitalisat)
  - (dt. von Arno Schmidt): Die Roten. Bilder aus der amerikanischen Vergangenheit. Band III, S. Fischer Verlag, Frankfurt am Main 1978.
- The Crater; or, Vulcan's Peak: A Tale of the Pacific. Burgess, Stringer, New York 1847.
  - Carl Spindler, Das Marcus-Riff oder der Krater, 1848, (Digitalisat)
- Jack Tier; or The Florida Reef. Burgess, Stringer, New York 1848.
- The Oak Openings; or, The Bee-Hunter. Burgess, Stringer, New York 1848.
- The Sea Lions; or, The Lost Sealers. Stringer, Townsend, New York 1849.
- The Ways of the Hour: A Tale. G. P. Putnam, New York 1850.

Andere Werke
- Tales for Fifteen; or, Imagination and Heart. Charles Wiley, New York 1823.
- Notions of the Americans: Picked Up by a Travelling Bachelor. Carey, Lea and Carey, Philadelphia 1828.
- A Letter to His Countymen. John Wiley: New York, 1834.
- Sketches of Switzerland 2 Bände. Carey, Lea and Blanchard, Philadelphia 1836–1837.
- Gleanings in Europe: (France). Carey, Lea and Blanchard, Philadelphia 1837.
- Gleanings in Europe: England. Carey, Lea and Blanchard, Philadelphia 1838.
  - G.F. Nietsch, Erinnerungen an Europa, Band 2, 1838, (Digitalisat)
  - F.Steger, Wanderungen in Italien, 1838, (Digitalisat)
- The American Democrat: or, Hints on the Social and Civic Relations of the United States of America. H. & E. Phinney, Cooperstown NY, 1838.
- The Chronicles of Cooperstown. H. & E. Phinney, Cooperstown NY, 1838.
- The History of the Navy of the United States of America. Lea and Blanchard, Philadelphia 1839.
- Le Mouchoir: An Autobiographical Romance. Wilson & Co., Brother Jonathan Press, New York 1843.
- Ned Myers; or, A Life before the Mast. Lea and Blanchard, Philadelphia 1843.
  - Carl Spindler, Edward Myers, oder Erinnerungen aus dem Leben eines Seemannes, 1844, (Digitalisat)
  - (dt.) Edward Myers oder Erinnerungen aus dem Leben eines Seemannes, Schmidt & Spring, Stuttgart 1861, (Digitalisat)
  - Ned Myers oder Ein Leben vor dem Mast, kommentierte Neuübersetzung, e-dition www.lex-icon.eu, Köln 2012.
  - Ned Myers oder Ein Leben vor dem Mast. Aus dem Amerikanischen übersetzt und herausgegeben von Alexander Pechmann. mareverlag, Hamburg 2014, 3. Auflage 2017. ISBN 978-3-86648-190-9.
- The Battle of Lake Erie. H. & E. Phinney, Cooperstown NY, 1843.
- The Cruise of the Somers. J. Winchester, New York 1844.
- Lives of Distinguished American Naval Officers. Carey and Hart, Philadelphia 1846.

### Sekundärliteratur
Monografien und Sammelbände
- Henry Walcott Boynton: James Fenimore Cooper. The Century Company, New York 1931.
- Marcel Clavel: Fenimore Cooper: Sa Vie et son Œuvre: La Jeunesse (1789–1826). Imprimerie Universitaire de Provence, Aix-en-Provence 1938.
- Donald Darnell: James Fenimore Cooper: Novelist of Manners. Newark, Univ. of Delaware, 1993
- George Dekker: James Fenimore Cooper: the American Scott. Barnes & Noble, New York 1967.
- George Dekker (Hrsg.), John P. Williams (Hrsg.): James Fenimore Cooper. Taylor & Francis, Critical Heritage Series, 2002 (Kritiksammlung)
- Wayne Franklin: James Fenimore Cooper: The Early Years. Yale University Press, New Haven 2007.
- Wayne Franklin: The New World of James Fenimore Cooper. University of Chicago Press, 1982.
- James Grossman: James Fenimore Cooper: A Biographical and Critical Study. Stanford University Press, 1949.
- Thomas R. Lounsbury: James Fenimore Cooper. 6. Auflage. Boston, Houghton, Mifflin and Company, 1886 (American Men of Letters). (Digitalisat: 11-MB-PDF in der Arno-Schmidt-Referenzbibliothek)
- Ernest H. Redekop (Hrsg.): James Fenimore Cooper, 1789–1989: Bicentennial Essays. Canadian Review of American Studies, Band 20, Nr. 3 (Spezialausgabe, Winter 1989), ISSN 0007-7720
- Donald A. Ringe: James Fenimore Cooper. Updated Edition. Twayne Publishers, Boston MA 1988.
- W. B. Shubrick Clymer: James Fenimore Cooper. Haskell House Publishers, New York 1968, first published 1900.
- Robert Spiller: Fenimore Cooper, Critic of his Times. G. P. Putnam's Sons, New York 1931.
- W. M. Verhoeven: James Fenimore Cooper: New Historical and Literary Contexts. Rodopi, 1993
- Craig White: Student Companion to James Fenimore Cooper. Greenwood, 2006

Aufsätze
- Howard Mumford Jones: James Fenimore Cooper and the Hudson River School. In: Magazine of Art. 45, Oktober 1952, S. 243–251.
- Howard Mumford Jones: Prose and Pictures: James Fenimore Cooper. In: Tulane Studies in English. 3, 1952, S. 133–154.
- D. H. Lawrence: Fenimore Cooper's White Novels und Fenimore Cooper's Leatherstocking Novels. In: English Review. Februar und März 1919. Überarbeitete Fassung in: D. H. Lawrence: Studies in Classic American Literature. Thomas Seltzer, New York 1923. (Digitalisat)
- Mark Twain: Fenimore Cooper's Literary Offenses
- James Fenimore Cooper. The Atlantic, Januar 1862

Allgemeine Darstellungen der amerikanischen Literaturgeschichte mit Besprechungen zu Coopers Werk
- Marius Bewley: The Eccentric Design: Form in the Classic American Novel. Chatto, London 1959.
- Leslie Fiedler: Love and Death in the American Novel. Criterion Books, New York 1960.
- Vernon Louis Parrington: Main Currents in American Thought. Band 2: 1800–1860, The Romantic Revolution in America. Harcourt Brace & Co., New York 1927.
- Henry Nash Smith: Virgin Land: The American West As Symbol and Myth. Random House, New York 1950. (Digitalisat)
- Robert Spiller: The Cycle of American Literature: An Essay in Historical Criticism. Macmillan, New York 1955.
- Yvor Winters: Maule's Curse: Seven Studies in the History of American Obscurantism. New Directions, Norfolk CN 1938.

### E-Texte
- Literatur von und über James Fenimore Cooper im Katalog der Deutschen Nationalbibliothek
- Cooper, James Fenimore im Internet Archive, Online-Kopien fast aller Werke (in English)
- gutenberg.org – Verzeichnis der beim Project Gutenberg vorhandenen Werke (englisch)
- Werke von James Fenimore Cooper im Projekt Gutenberg-DE
- Die Grenzbewohner oder: Die Beweinte von Wish-Ton-Wish. 17-MB-PDF; Fraktur-Reprint in der Arno-Schmidt-Referenzbibliothek (16,51 MB)
- Die Monikins. 17-MB-PDF; Fraktur-Reprint in der Arno-Schmidt-Referenzbibliothek (17,46 MB)
- Satanstoe, oder die Familie Littlepage. 22-MB-PDF; Fraktur-Reprint in der Arno-Schmidt-Referenzbibliothek (21,82 MB)
- Die Wassernixe oder der Streicher durch die Meere. 19-MB-PDF; Fraktur-Reprint in der Arno-Schmidt-Referenzbibliothek (18,61 MB)
- Im Kampfe mit Indianern oder Delawaren und Mingos. 2 Erzählungen aus der Zeit der englisch-französischen Kolonialkriege in Nordamerika, Ausgabe Berlin 1838.